# 201. pehotni polk (Italija)
201. pehotni polk Sesia (izvirno italijansko 201º Reggimento fanteria) je bil pehotni polk Kraljeve italijanske kopenske vojske.

## Zgodovina
Med prvo svetovno vojno je bil polk nastanjen na soški fronti.